# سیارک ۱۰۵۱۰
سیارک ۱۰۵۱۰ (به انگلیسی: 10510 Maxschreier، نامگذاری:1989GQ4) ده هزار و پانصد و دهمین سیارک کشف شده‌است که در ۳ آوریل ۱۹۸۹ کشف شد.
قدر مطلق سیارک برابر ۱۴٫۸ است.